# Kvalspelet till Europamästerskapet i fotboll 2012 (grupp A)
Grupp A i kvalspelet till Europamästerskapet i fotboll 2012 är en kvalificeringsgrupp till Europamästerskapet i fotboll 2012.
I gruppen spelar Azerbajdzjan, Belgien, Kazakstan, Turkiet, Tyskland (som tog silver i EM 2008) och Österrike.

## Tabell
| Nr | Lag          | S  | V  | O | F | GM | IM | MS  | P  |
| -- | ------------ | -- | -- | - | - | -- | -- | --- | -- |
| 1  | Tyskland     | 10 | 10 | 0 | 0 | 34 | 7  | +27 | 30 |
| 2  | Turkiet      | 10 | 5  | 2 | 3 | 13 | 11 | +2  | 17 |
| 3  | Belgien      | 10 | 4  | 3 | 3 | 21 | 15 | +6  | 15 |
| 4  | Österrike    | 10 | 3  | 3 | 4 | 16 | 17 | −1  | 12 |
| 5  | Azerbajdzjan | 10 | 2  | 1 | 7 | 10 | 26 | −16 | 7  |
| 6  | Kazakstan    | 10 | 1  | 1 | 8 | 6  | 24 | −18 | 4  |

## Resultat
|  | 3 september 2010 | Belgien | 0 – 1        | Tyskland  | Kung Baudouin-stadion, Bryssel          |                                         |
|  |                  |         | Matchrapport | 51′ Klose | Publik: 42 000 Domare: Terje Hauge, NOR | Publik: 42 000 Domare: Terje Hauge, NOR |
|  |                  |         |              |           | Publik: 42 000 Domare: Terje Hauge, NOR | Publik: 42 000 Domare: Terje Hauge, NOR |
|  |                  |         |              |           | Publik: 42 000 Domare: Terje Hauge, NOR | Publik: 42 000 Domare: Terje Hauge, NOR |

|  | 3 september 2010 | Kazakstan | 0 – 3        | Turkiet                            | Astana Arena, Astana                   |                                        |
|  |                  |           | Matchrapport | 24′ Turan 26′ Altıntop 76′ Kahveci | Publik: 25 000 Domare: István Vad, HUN | Publik: 25 000 Domare: István Vad, HUN |
|  |                  |           |              |                                    | Publik: 25 000 Domare: István Vad, HUN | Publik: 25 000 Domare: István Vad, HUN |
|  |                  |           |              |                                    | Publik: 25 000 Domare: István Vad, HUN | Publik: 25 000 Domare: István Vad, HUN |

|  | 7 september 2010 | Turkiet                            | 3 – 2        | Belgien                       | Fenerbahçe Şükrü Saracoğlu Stadyumu, Istanbul |                                           |
|  |                  | Altıntop 48′ Şentürk 66′ Turan 78′ | Matchrapport | 28′ Van Buyten 69′ Van Buyten | Publik: 41 000 Domare: Damir Skomina, SVN     | Publik: 41 000 Domare: Damir Skomina, SVN |
|  |                  |                                    |              |                               | Publik: 41 000 Domare: Damir Skomina, SVN     | Publik: 41 000 Domare: Damir Skomina, SVN |
|  |                  |                                    |              |                               | Publik: 41 000 Domare: Damir Skomina, SVN     | Publik: 41 000 Domare: Damir Skomina, SVN |

|  | 7 september 2010 | Österrike           | 2 – 0        | Kazakstan | Stadion Wals-Siezenheim, Salzburg            |                                              |
|  |                  | Linz 91′ Hoffer 92′ | Matchrapport |           | Publik: 22 500 Domare: Marijo Strahonja, CRO | Publik: 22 500 Domare: Marijo Strahonja, CRO |
|  |                  |                     |              |           | Publik: 22 500 Domare: Marijo Strahonja, CRO | Publik: 22 500 Domare: Marijo Strahonja, CRO |
|  |                  |                     |              |           | Publik: 22 500 Domare: Marijo Strahonja, CRO | Publik: 22 500 Domare: Marijo Strahonja, CRO |

|  | 8 oktober 2010 | Tyskland                     | 3 – 0        | Turkiet | Olympiastadion, Berlin                  |                                         |
|  |                | Klose 42′ Özil 79′ Klose 87′ | Matchrapport |         | Publik: 74 244 Domare: Howard Webb, ENG | Publik: 74 244 Domare: Howard Webb, ENG |
|  |                |                              |              |         | Publik: 74 244 Domare: Howard Webb, ENG | Publik: 74 244 Domare: Howard Webb, ENG |
|  |                |                              |              |         | Publik: 74 244 Domare: Howard Webb, ENG | Publik: 74 244 Domare: Howard Webb, ENG |

|  | 8 oktober 2010 | Österrike                              | 3 – 0        | Azerbajdzjan | Ernst-Happel-Stadion, Wien                     |                                                |
|  |                | Prödl 3′ Arnautović 53′ Arnautović 92′ | Matchrapport |              | Publik: 26 500 Domare: Nicolai Vollquartz, DEN | Publik: 26 500 Domare: Nicolai Vollquartz, DEN |
|  |                |                                        |              |              | Publik: 26 500 Domare: Nicolai Vollquartz, DEN | Publik: 26 500 Domare: Nicolai Vollquartz, DEN |
|  |                |                                        |              |              | Publik: 26 500 Domare: Nicolai Vollquartz, DEN | Publik: 26 500 Domare: Nicolai Vollquartz, DEN |

|  | 8 oktober 2010 | Kazakstan | 0 – 2        | Belgien                   | Astana Arena, Astana                      |                                           |
|  |                |           | Matchrapport | 52′ Ogunjimi 70′ Ogunjimi | Publik: 24 000 Domare: Marcin Borski, POL | Publik: 24 000 Domare: Marcin Borski, POL |
|  |                |           |              |                           | Publik: 24 000 Domare: Marcin Borski, POL | Publik: 24 000 Domare: Marcin Borski, POL |
|  |                |           |              |                           | Publik: 24 000 Domare: Marcin Borski, POL | Publik: 24 000 Domare: Marcin Borski, POL |

|  | 12 oktober 2010 | Belgien                                            | 4 – 4        | Österrike                                           | Kung Baudouin-stadion, Bryssel        |                                       |
|  |                 | Vossen 11′ Fellaini 47′ Ogunjimi 87′ Lombaerts 90′ | Matchrapport | 14′ Schiemer 29′ Arnautović 62′ Schiemer 93′ Harnik | Publik: 24 231 Domare: Mike Dean, ENG | Publik: 24 231 Domare: Mike Dean, ENG |
|  |                 |                                                    |              |                                                     | Publik: 24 231 Domare: Mike Dean, ENG | Publik: 24 231 Domare: Mike Dean, ENG |
|  |                 |                                                    |              |                                                     | Publik: 24 231 Domare: Mike Dean, ENG | Publik: 24 231 Domare: Mike Dean, ENG |

|  | 12 oktober 2010 | Kazakstan | 0 – 3        | Tyskland                         | Astana Arena, Astana                           |                                                |
|  |                 |           | Matchrapport | 48′ Klose 76′ Gómez 85′ Podolski | Publik: 7 000 Domare: Alexandru Dan Tudor, ROU | Publik: 7 000 Domare: Alexandru Dan Tudor, ROU |
|  |                 |           |              |                                  | Publik: 7 000 Domare: Alexandru Dan Tudor, ROU | Publik: 7 000 Domare: Alexandru Dan Tudor, ROU |
|  |                 |           |              |                                  | Publik: 7 000 Domare: Alexandru Dan Tudor, ROU | Publik: 7 000 Domare: Alexandru Dan Tudor, ROU |

|  | 12 oktober 2010 | Azerbajdzjan | 1 – 0        | Turkiet | Tofiq Bähramov-stadion, Baku                  |                                               |
|  |                 | Sadygov 38′  | Matchrapport |         | Publik: 29 500 Domare: Alexandru Deaconu, ROU | Publik: 29 500 Domare: Alexandru Deaconu, ROU |
|  |                 |              |              |         | Publik: 29 500 Domare: Alexandru Deaconu, ROU | Publik: 29 500 Domare: Alexandru Deaconu, ROU |
|  |                 |              |              |         | Publik: 29 500 Domare: Alexandru Deaconu, ROU | Publik: 29 500 Domare: Alexandru Deaconu, ROU |

|  | 25 mars 2011 | Österrike | 0 – 2        | Belgien                        | Ernst-Happel-Stadion                             |                                                  |
|  |              |           | Matchrapport | 6′ Axel Witsel 50′ Axel Witsel | Publik: 45 000 Domare: Vladislav Bezborodov, RUS | Publik: 45 000 Domare: Vladislav Bezborodov, RUS |
|  |              |           |              |                                | Publik: 45 000 Domare: Vladislav Bezborodov, RUS | Publik: 45 000 Domare: Vladislav Bezborodov, RUS |
|  |              |           |              |                                | Publik: 45 000 Domare: Vladislav Bezborodov, RUS | Publik: 45 000 Domare: Vladislav Bezborodov, RUS |

|  | 26 mars 2011 | Tyskland                                 | 4 – 0        | Kazakstan | Fritz-Walter-Stadion, Kaiserslautern           |                                                |
|  |              | Klose 3′ Müller 25′ Müller 43′ Klose 88′ | Matchrapport |           | Publik: 47 849 Domare: Aleksandar Stavrev, MDA | Publik: 47 849 Domare: Aleksandar Stavrev, MDA |
|  |              |                                          |              |           | Publik: 47 849 Domare: Aleksandar Stavrev, MDA | Publik: 47 849 Domare: Aleksandar Stavrev, MDA |
|  |              |                                          |              |           | Publik: 47 849 Domare: Aleksandar Stavrev, MDA | Publik: 47 849 Domare: Aleksandar Stavrev, MDA |

|  | 29 mars 2011 | Turkiet                 | 2 – 0        | Österrike | Şükrü Saracoğlustadion, Istanbul                 |                                                  |
|  |              | Turan 28′ Gökhan G. 78′ | Matchrapport |           | Publik: 47 000 Domare: Pavel Kralovec (Tjeckien) | Publik: 47 000 Domare: Pavel Kralovec (Tjeckien) |
|  |              |                         |              |           | Publik: 47 000 Domare: Pavel Kralovec (Tjeckien) | Publik: 47 000 Domare: Pavel Kralovec (Tjeckien) |
|  |              |                         |              |           | Publik: 47 000 Domare: Pavel Kralovec (Tjeckien) | Publik: 47 000 Domare: Pavel Kralovec (Tjeckien) |

|  | 29 mars 2011 | Belgien                                                      | 4 – 1        | Azerbajdzjan | Kung Baudouin-stadion, Bryssel                     |                                                    |
|  |              | Vertonghen 12′ Timmy Simons 32′ (str.) Chadli 45′ Vossen 74′ | Matchrapport | Abusjev 17′  | Publik: 34 585 Domare: Daniel Stålhammar (Sverige) | Publik: 34 585 Domare: Daniel Stålhammar (Sverige) |
|  |              |                                                              |              |              | Publik: 34 585 Domare: Daniel Stålhammar (Sverige) | Publik: 34 585 Domare: Daniel Stålhammar (Sverige) |
|  |              |                                                              |              |              | Publik: 34 585 Domare: Daniel Stålhammar (Sverige) | Publik: 34 585 Domare: Daniel Stålhammar (Sverige) |

|  | 3 juni 2011 | Österrike            | 1 – 2        | Tyskland       | Ernst-Happel-Stadion, Wien                       |                                                  |
|  |             | Friedrich 50′ (sjm.) | Matchrapport | 44′, 90′ Gómez | Publik: 47 500 Domare: Massimo Busacca (Schweiz) | Publik: 47 500 Domare: Massimo Busacca (Schweiz) |
|  |             |                      |              |                | Publik: 47 500 Domare: Massimo Busacca (Schweiz) | Publik: 47 500 Domare: Massimo Busacca (Schweiz) |
|  |             |                      |              |                | Publik: 47 500 Domare: Massimo Busacca (Schweiz) | Publik: 47 500 Domare: Massimo Busacca (Schweiz) |

|  | 3 juni 2011 | Belgien     | 1 – 1        | Turkiet    | Kung Baudouin-stadion, Bryssel                  |                                                 |
|  |             | Ogunjimi 4′ | Matchrapport | 22′ Yilmaz | Publik: 45 000 Domare: Nicola Rizzoli (Italien) | Publik: 45 000 Domare: Nicola Rizzoli (Italien) |
|  |             |             |              |            | Publik: 45 000 Domare: Nicola Rizzoli (Italien) | Publik: 45 000 Domare: Nicola Rizzoli (Italien) |
|  |             |             |              |            | Publik: 45 000 Domare: Nicola Rizzoli (Italien) | Publik: 45 000 Domare: Nicola Rizzoli (Italien) |

|  | 3 juni 2011 | Kazakstan       | 2 – 1        | Azerbajdzjan | Astana Arena, Astana                          |                                               |
|  |             | Gridin 57′, 68′ | Matchrapport | 63′ Nadirov  | Publik: 3 000 Domare: Euan Norris (Skottland) | Publik: 3 000 Domare: Euan Norris (Skottland) |
|  |             |                 |              |              | Publik: 3 000 Domare: Euan Norris (Skottland) | Publik: 3 000 Domare: Euan Norris (Skottland) |
|  |             |                 |              |              | Publik: 3 000 Domare: Euan Norris (Skottland) | Publik: 3 000 Domare: Euan Norris (Skottland) |

|  | 7 juni 2011 | Azerbajdzjan | 1 – 3        | Tyskland                        | Tofiq Bähramov-stadion                           |                                                  |
|  |             | Husejnov 89′ | Matchrapport | 30′ Özil 41′ Gomez 93′ Schürrle | Publik: 25 000 Domare: Michael Koukoulakis (GRE) | Publik: 25 000 Domare: Michael Koukoulakis (GRE) |
|  |             |              |              |                                 | Publik: 25 000 Domare: Michael Koukoulakis (GRE) | Publik: 25 000 Domare: Michael Koukoulakis (GRE) |
|  |             |              |              |                                 | Publik: 25 000 Domare: Michael Koukoulakis (GRE) | Publik: 25 000 Domare: Michael Koukoulakis (GRE) |

|  | 2 september 2011 | Tyskland                                                       | 6 – 2        | Österrike                 | Arena AufSchalke, Gelsenkirchen                    |                                                    |
|  |                  | Klose 8′ Özil 23′ Podolski 28′ Özil 47′ Schürrle 83′ Götze 88′ | Matchrapport | 42′ Arnautovic 51′ Harnik | Publik: 53 313 Domare: Paolo Tagliavento (Italien) | Publik: 53 313 Domare: Paolo Tagliavento (Italien) |
|  |                  |                                                                |              |                           | Publik: 53 313 Domare: Paolo Tagliavento (Italien) | Publik: 53 313 Domare: Paolo Tagliavento (Italien) |
|  |                  |                                                                |              |                           | Publik: 53 313 Domare: Paolo Tagliavento (Italien) | Publik: 53 313 Domare: Paolo Tagliavento (Italien) |

|  | 2 september 2011 | Turkiet                | 2 – 1        | Kazakstan      | Türk Telekom Arena, Istanbul                      |                                                   |
|  |                  | Yilmaz 31′ Turan 90+6′ | Matchrapport | 55′ Konysbajev | Publik: 47 756 Domare: Clément Turpin (Frankrike) | Publik: 47 756 Domare: Clément Turpin (Frankrike) |
|  |                  |                        |              |                | Publik: 47 756 Domare: Clément Turpin (Frankrike) | Publik: 47 756 Domare: Clément Turpin (Frankrike) |
|  |                  |                        |              |                | Publik: 47 756 Domare: Clément Turpin (Frankrike) | Publik: 47 756 Domare: Clément Turpin (Frankrike) |

|  | 2 september 2011 | Azerbajdzjan | 1 – 1        | Belgien           | Tofiq Bähramov-stadion                      |                                             |
|  |                  | Aliyev 86′   | Matchrapport | 55′ (str.) Simons | Publik: 9 300 Domare: Lee Probert (England) | Publik: 9 300 Domare: Lee Probert (England) |
|  |                  |              |              |                   | Publik: 9 300 Domare: Lee Probert (England) | Publik: 9 300 Domare: Lee Probert (England) |
|  |                  |              |              |                   | Publik: 9 300 Domare: Lee Probert (England) | Publik: 9 300 Domare: Lee Probert (England) |

|  | 6 september 2011 | Österrike | 0 – 0        | Turkiet | Ernst-Happel-Stadion, Wien                                |                                                           |
|  |                  |           | Matchrapport |         | Publik: 47 500 Domare: Alberto Undiano Mallenco (Spanien) | Publik: 47 500 Domare: Alberto Undiano Mallenco (Spanien) |
|  |                  |           |              |         | Publik: 47 500 Domare: Alberto Undiano Mallenco (Spanien) | Publik: 47 500 Domare: Alberto Undiano Mallenco (Spanien) |
|  |                  |           |              |         | Publik: 47 500 Domare: Alberto Undiano Mallenco (Spanien) | Publik: 47 500 Domare: Alberto Undiano Mallenco (Spanien) |

|  | 6 september 2011 | Azerbajdzjan                                 | 3 – 2        | Kazakstan                     | Tofiq Bähramov-stadion                           |                                                  |
|  |                  | Aliyev 53′ Shukurov 62′ (str.) Dzjavadov 68′ | Matchrapport | 20′ Ostapenko 77′ Yevstigneev | Publik: 9 112 Domare: Anders Hermansen (Danmark) | Publik: 9 112 Domare: Anders Hermansen (Danmark) |
|  |                  |                                              |              |                               | Publik: 9 112 Domare: Anders Hermansen (Danmark) | Publik: 9 112 Domare: Anders Hermansen (Danmark) |
|  |                  |                                              |              |                               | Publik: 9 112 Domare: Anders Hermansen (Danmark) | Publik: 9 112 Domare: Anders Hermansen (Danmark) |

|  | 7 oktober 2011 | Turkiet   | 1 – 3        | Tyskland                                       | Türk Telekom Arena, Istanbul                     |                                                  |
|  |                | Balta 79′ | Matchrapport | 35′ Gómez 66′ Müller 86′ (str.) Schweinsteiger | Publik: 49 532 Domare: Martin Atkinson (England) | Publik: 49 532 Domare: Martin Atkinson (England) |
|  |                |           |              |                                                | Publik: 49 532 Domare: Martin Atkinson (England) | Publik: 49 532 Domare: Martin Atkinson (England) |
|  |                |           |              |                                                | Publik: 49 532 Domare: Martin Atkinson (England) | Publik: 49 532 Domare: Martin Atkinson (England) |

|  | 7 oktober 2011 | Belgien                                               | 4 – 1        | Kazakstan              | Kung Baudouin-stadion, Bryssel                 |                                                |
|  |                | Simons 40′ (str.) Hazard 43′ Kompany 49′ Ogunjimi 84′ | Matchrapport | 86′ (str.) Nurdauletov | Publik: 29 758 Domare: Milorad Mažić (Serbien) | Publik: 29 758 Domare: Milorad Mažić (Serbien) |
|  |                |                                                       |              |                        | Publik: 29 758 Domare: Milorad Mažić (Serbien) | Publik: 29 758 Domare: Milorad Mažić (Serbien) |
|  |                |                                                       |              |                        | Publik: 29 758 Domare: Milorad Mažić (Serbien) | Publik: 29 758 Domare: Milorad Mažić (Serbien) |

|  | 7 oktober 2011 | Azerbajdzjan | 1 – 4        | Österrike                                     | Dalga Arena, Baku                              |                                                |
|  |                | Nadirov 74′  | Matchrapport | 34′ Ivanschitz 52′, 62′ Janko 90+1′ Junuzović | Publik: 6 000 Domare: Stephan Studer (Schweiz) | Publik: 6 000 Domare: Stephan Studer (Schweiz) |
|  |                |              |              |                                               | Publik: 6 000 Domare: Stephan Studer (Schweiz) | Publik: 6 000 Domare: Stephan Studer (Schweiz) |
|  |                |              |              |                                               | Publik: 6 000 Domare: Stephan Studer (Schweiz) | Publik: 6 000 Domare: Stephan Studer (Schweiz) |

|  | 11 oktober 2011 | Tyskland                        | 3 – 1   | Belgien      | Merkur Spiel-Arena, Düsseldorf                   |                                                  |
|  |                 | Özil 30′ Schürrle 33′ Gómez 48′ | Rapport | 86′ Fellaini | Publik: 48 483 Domare: Svein Oddvar Moen (Norge) | Publik: 48 483 Domare: Svein Oddvar Moen (Norge) |
|  |                 |                                 |         |              | Publik: 48 483 Domare: Svein Oddvar Moen (Norge) | Publik: 48 483 Domare: Svein Oddvar Moen (Norge) |
|  |                 |                                 |         |              | Publik: 48 483 Domare: Svein Oddvar Moen (Norge) | Publik: 48 483 Domare: Svein Oddvar Moen (Norge) |

|  | 11 oktober 2011 | Turkiet    | 1 – 0   | Azerbajdzjan | Türk Telekom Arena, Istanbul                     |                                                  |
|  |                 | Yılmaz 60′ | Rapport |              | Publik: 32 174 Domare: Peter Rasmussen (Danmark) | Publik: 32 174 Domare: Peter Rasmussen (Danmark) |
|  |                 |            |         |              | Publik: 32 174 Domare: Peter Rasmussen (Danmark) | Publik: 32 174 Domare: Peter Rasmussen (Danmark) |
|  |                 |            |         |              | Publik: 32 174 Domare: Peter Rasmussen (Danmark) | Publik: 32 174 Domare: Peter Rasmussen (Danmark) |

|  | 11 oktober 2011 | Kazakstan | 0 – 0   | Österrike | Astana Arena, Astana                           |                                                |
|  |                 |           | Rapport |           | Publik: 11 000 Domare: Hannes Kaasik (Estland) | Publik: 11 000 Domare: Hannes Kaasik (Estland) |
|  |                 |           |         |           | Publik: 11 000 Domare: Hannes Kaasik (Estland) | Publik: 11 000 Domare: Hannes Kaasik (Estland) |
|  |                 |           |         |           | Publik: 11 000 Domare: Hannes Kaasik (Estland) | Publik: 11 000 Domare: Hannes Kaasik (Estland) |